# قميش أغل
قميش‌ أغل هي قرية في مقاطعة مرند، إيران. عدد سكان هذه القرية هو 833 في سنة 2006.